# ديلند وليني
كان ديلند وليني (Dyland & Lenny)  ثنائي ريغيتون بورتوريكي، يتألف من كارلوس كاستيلو كروز (ديلاند) وخوليو مانويل غونزاليز تافاريز (ليني).

## روابط خارجية
- [https://web.archive.org/web/20100313071510/http://www.dylandylenny.com/ Official Site]￼
- Dyland & Lenny